# Смоленски, Константинос
Константинос Смоленски или Смоленскис   (греч. Κωνσταντίνος Σμολένσκη  1843 - 27 сентября 1915) -  греческий офицер, герой Греко-турецкой войны 1897 года и дважды военный министр Греции.

## Биография
Смоленски происходил из семьи греков и валахов (арумыны), родом из Мосхополиса (Воскопоя), Северный Эпир. Мосхополис, центр греческого просвещения в северных греческих землях, именуемый Новые Афины и Новый Мистра, был разрушен турко-албанцами в ходе греческих восстаний, вызванных Первой Архипелагской экспедицией русского флота. 
Население Мосхополиса рассеялось по Эпиру и Македонии. Часть населения эмигрировала. 
Изначальная фамилия рода Смоленски, обосновавшегося в Священной Римской империи, была Диму. Разбогатев, семейство получило дворянский титул и, вместе с ним, фамилию Смоленски, по имени горы Смоликас, горного хребта Пинда, где, согласно заявлениям семьи, они имели в своём владении большие площади, ещё с византийских времён. 
Также с 1770 года ветвь семьи обосновалась в Венгрии. Здесь их имя произносилось Смоленич. После Греческой революции 1821 года, по одним источникам в 1825 году, ещё в ходе Освободительной войны, по другим в 1830 году, по завершении войны, его отец, Леонидас Смоленич, вернулся в Грецию, в звании лейтенанта инженерных войск. Леонидас Смоленич в своей карьере в греческой армии достиг звания генерал-лейтенанта и стал пять раз министром. 
Константинос поступил в Военное училище эвэлпидов, после чего продолжил учёбу в военном училище в Брюсселе, Бельгия. Вступил в греческую армию в 1862 году в звании младшего лейтенанта артиллерии. 
Принял участие в Критском восстании в 1866-1867 годах в звании лейтенанта. 
После этого был послан для дальнейшей учёбы в Германию и Францию. По возвращении получил звание майора и в 1881 году разработал «Правила для соединений на греко-турецкой границе». В 1885-1886 годах был начальником строительства укреплений на греческой границе. Преподавал в Военном училище эвэлпидов фортификацию.

## Династические и политические отношения перед войной 1897 года
Вильгельм II (германский император) выдал сестру Софию замуж за греческого принца Константина (будущий Константин I (король Греции)) и торопился поставить его на греческий трон, вместо короля Георга I
Анти-эллинизм кайзера объяснялся его политикой на юго-востоке, ставившей целью незыблемость Османской империи  и её усиление в интересах 2-го Райха. Критское восстание (1897—1898) послужило поводом для кайзера, чтобы проявить султану своё туркофильство. 
Кайзер также питал личную ненависть к своему родственнику, греческому королю. В свою очередь Георг, родом из датской династии Гликсбургов, помнил что Германия в 1862 году отняла у его родителей две провинции, и отвечал ему теми же чувствами. 
С началом кризиса на Крите кайзер заявлял: «Этот маленький король постоянно обращён к своему племяннику, русскому царю. К своему зятю, принцу уэльскому. К императору Австрии и к республиканской Франции. На меня, брата его невестки, самого могущественного из монархов, он даже не смотрит! Кто он такой, в конце концов»
(Георг был женат на российской великой княжне Ольге. Эдуард VII был женат на сестре Георга Александре.

## Банкротство Греции
Возрождённое греческое государство обросло долгами с самого начала Освободительной войны и продолжало быть должником иностранного капитала на протяжении века.
Премьер министр Трикупис, Харилаос был великим реформатором, много сделавшим для развития инфраструктуры страны и флота. Но в народе более всего известен своей исторической фразой «к сожалению мы обанкротились» (1893 год).
Кроме «личной ненависти» кайзера к греческому монарху, существенной была позиция германских капиталистов, держателей греческих облигаций, потерявших при этом банкротстве значительные суммы. Самым влиятельным из них был личный банкир Вильгельма Герсон фон Блейхрёдер.
Г. Руссос пишет, что те кто приобрели греческие облигации до 1897 года и продали их после последовавшей войны и установления международного контроля над Грецией, сколотили огромные состояния. Среди них были не только немецкие банкиры и кайзер, но и греческие банкиры и члены греческой королевской семьи.

## Странная война 1897 года
Османская империя готовилась к войне. Греческое «Национальное Общество» начало отправлять в Македонию отряды иррегулярных бойцов, среди которых были и итальянские добровольцы.
Это обеспокоило Россию. Английский историк Д.Дайкин пишет, что если Россия не была враждебна к греческим претензиям на Крит, то греческие претензии на севере препятствовали её планам эпохи панславизма. Россия предложила блокаду, самого северного тогда, греческого порта Волос (город). Предложение было отклонено Британией. Участники последовавшей войны в Фессалии и Эпире, в особенности итальянские добровольцы, утверждали что отход греческой армии был запланирован до начала войны. Чиприани, Амилкаре писал о «предрешённом, запрограммированном отходе». Другой итальянский доброволец обращался к грекам «popolo tradito» (преданный народ). Примечательно, что и турецкий генштаб в своём докладе «признаёт мужество греческих войск», но в заключении пишет что «греки не проявляли намерение воевать действительно» (de ne pas combattre serieusement) и именует эту войну «симуляцией войны» (simulacre de guerre). В последней строчке этого доклада: «Следуя из этого, мы считаем, что Высшее греческое военное командование имело приказ оставлять шаг за шагом территорию, не ставя под угрозу жизни своих солдат».

## Сражение при Велестино

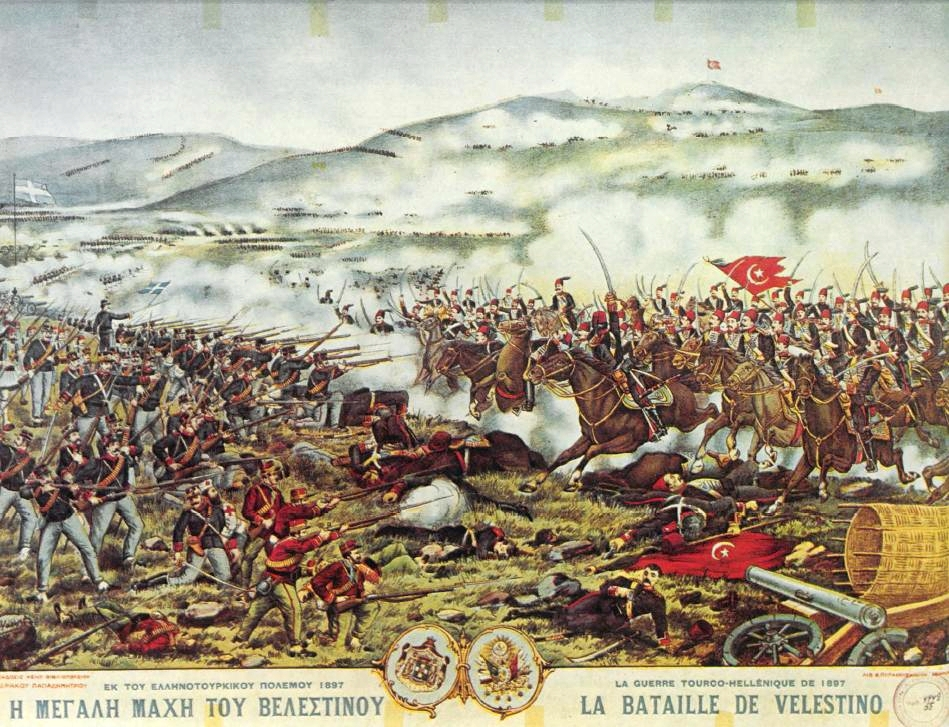

Войну начала Греция 29 марта 1897 года, но турецкая армия, усиленная немецкими офицерами и которой в действительности командовал Гольц, Кольмар фон дер, была готова напасть на Грецию за год до событий. 
Сам Гольц, в своей книге «История греко-турецкой войны», именует поход 1897 года «трагической опереттой». 
11 апреля турецкая армия армия начала своё наступление и Греческий генеральный штаб «посылал приказы о отступлении во все направления, хотя это не было оправдано военной обстановкой». Большая часть артиллерии, которой командовал подполковник Н.Зорбас не была использована, чтобы не подвергнуть опасности принца Николая, который служил там. 
Смоленски был единственным высшим офицером, который не подчинился приказам и остановил турок у Велестино. 
В звании полковника и во главе 3-й бригады, Смоленски успешно защищал проход Ревени, а затем занял позиции у городка Велестино, с тем чтобы перекрыть дорогу турецкой армии к портовому городу Волос. Заняв высоты «Пилаф тепе», Смоленски отразил 17 апреля турецкую атаку. Атаковавшие турецкие силы насчитывали 8 тысяч пехотинцев и 800 всадников и артиллерию. Их потери достигли 1300 убитыми и раненными, в то время как бригада Смоленски потеряла 30 человек убитыми и 100 раненными. Это была победа, но своей победой Смоленски компрометировал наследного принца Константина, с его непрерывными отступлениями». 
После стычки передовых частей 23 апреля, у высот Татар, о которой Пангалос, Теодорос писал, что она получила громкое имя “Сражение при Фарсала”, только благодаря заказным картинам художника Ройлос, Георгиоса, Константин, во главе основных сил армии в 20 тысяч штыков вновь отступил. 
В тот же день, Смоленски, во главе своей бригады в 4 тысячи штыков, вновь отразил атаку турок и одержал победу. В этот день турки потеряли 1 тысячу убитыми и раненными. Смоленски потерял 100 человек». 
Турки к ночи отступили, но ночью Смоленски получил от Константина послание о своём отходе. 
Смоленски разразился криками «Позор ! Позор ! Солдаты принца, такие же как мои, могут одерживать победы, если ими командует способный командир» ..
Когда утром турки вновь начали свою атаку, бригада Смоленски осталась с оголённым левым флангом. Чтобы избежать окружения, Смоленски был вынужден отступать шаг за шагом, продолжая сражаться. Бой продолжался целый день и прекратился с наступлением ночи. Ночью основные силы бригады Смоленски ускользнули с «Пилаф тепе», в направлении Волоса. Турки не решились преследовать Смоленски, но заняли Велестино и сожгли его. 
В этом, третьем бое при Велестино, турки потеряли 3500 человек убитыми и раненными, в то время как греческие потери не превысили 370 человек. 
Константин решился наконец дать Сражение при Домокосе, при этом держа бригаду Смоленски на расстоянии, но и после Домокоса вновь отступил. 
Эта «странная война» была остановлена, после вмешательства российского императора Николая II 5/17 мая 1897 года».

## Министр

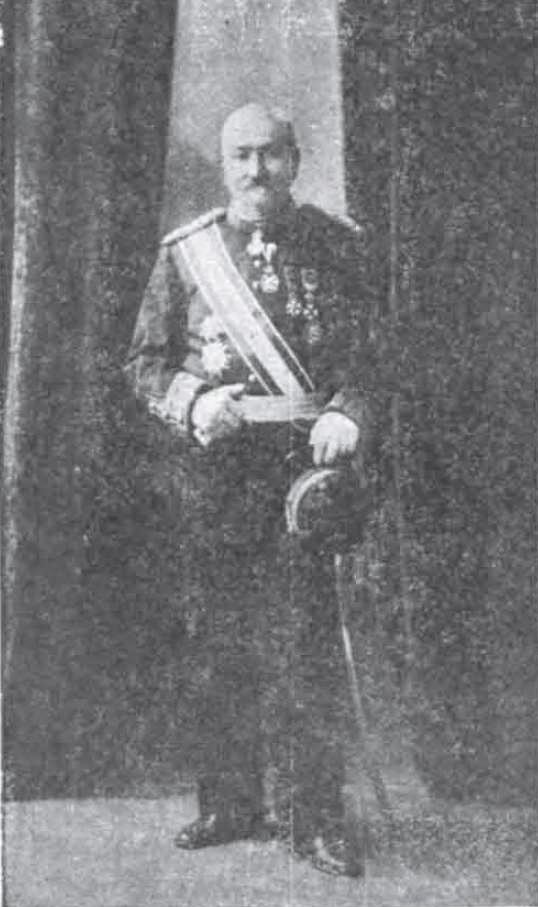

Трон зашатался. Старый генерал Коронеос, Панос обращался к армии и народу «давайте установим Республику». 
Трон был вынужден сделать Смоленски  генералом. 
«Раненная национальная душа восславила Смоленски, который приобрёл невообразимый престиж в сознании армии и народа.
Без сомнения, если бы у Смоленски были более широкие стремления и амбиции, он мог бы стать абсолютным хозяином положения и диктатором».
Трон «нейтрализовал» Смоленски, «сделав его военным министром» в правительстве Заимиса (сентябрь - ноябрь 1897), а также в правительстве Теотокиса в 1903 году. 
Был неоднократно избран депутатом парламента от Аттики-Беотии.

## Семья
Смоленски был женат. Его супруга приходилась тётей известному македономаху Павлосу Меласу. Из двух его дочерей , одна покончила жизнь самоубийством в 20 летнем возрасте, после смерти матери .